# Regiunea Breansk
Regiunea (Oblastul) Breansk (în rusă Бря́нская о́бласть, transliterat: Breanskaia oblast) este un subiect federal al Rusiei (o oblastie). Centrul său administrativ este orașul Breansk. Populația, în conformitate cu recensământul din 2002 era de  1.378.941 locuitori. Prin compariție, în conformitate recensământul sovietic din 1989, populația era de 1.474.785.

### Ora locală
Regiunea Briansk este localizată pe fusul orar al Moscovei. (MSK/MSD), iar diferența față de UTC este de +03:L00 (MSK)/+04:00 (MSD).

## Diviziuni administrative

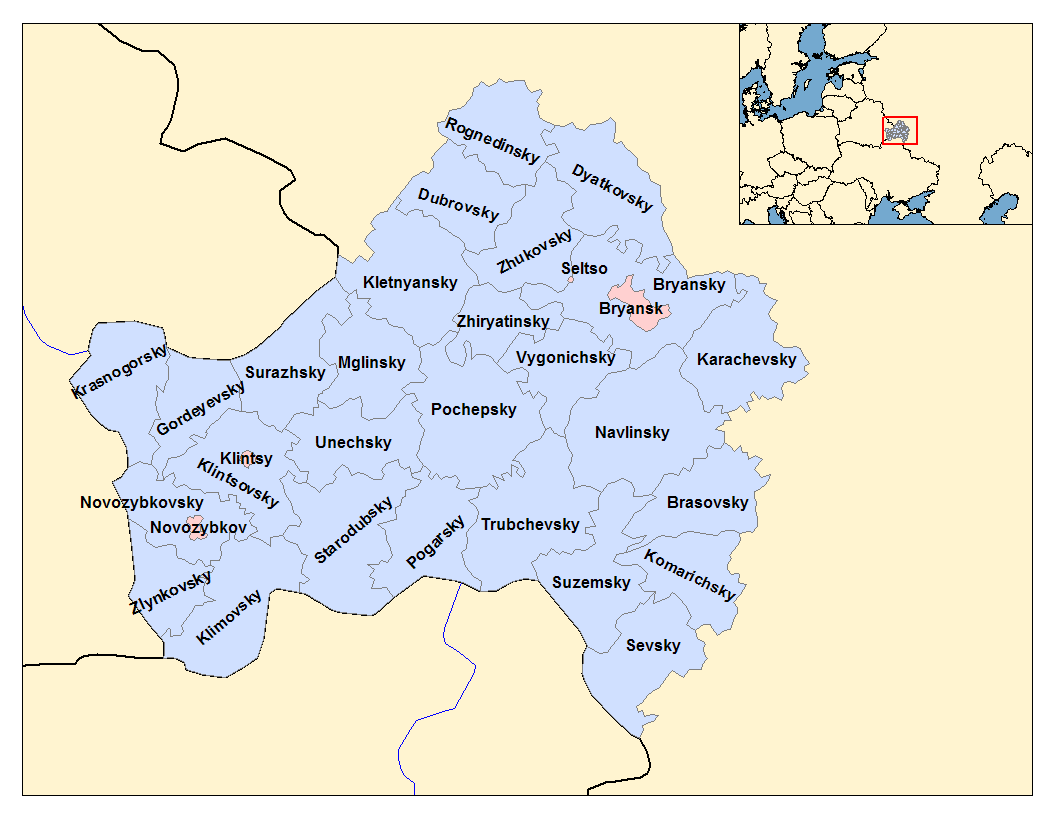
Diviziunile administrative ale Regiunii Briansk

Regiunea Briansk este împărțită în 27 de raioane (районы) și patru orașe (города), împărțite mai departe în alte 12 de orașe (города), 24 așezări de tip oraș (посёлки городского типа), și 224 de selsoviete/soviete  sătești (сельсоветы).
1. ↑  Constituția Federației Ruse, accesat în 24 octombrie 2016